# The Adventures of Ford Fairlane
The Adventures of Ford Fairlane és una comèdia i una pel·lícula d'acció estatunidenca protagonitzada pel comediant Andrew Dice Clay com Ford Fairlane, un detectiu privat que té de ronda la indústria de la música de Los Angeles. La pel·lícula va ser dirigida per Renny Harlin.

## Argument
A Ford Fairlane, "Detectiu Rock n' Roll", se li veu assegut i fumant a una platja en quant la pel·lícula comença. S'inicia un flashback, mostrant a una multitud rugent a un concert de popular banda de heavy metal de ficció The Black Plague. El cantant Bobby Black (Vince Neil) fa una entrada amb una excèntrica tirolesa a l'escenari i comencen a tocar. Poc després a una de les cançons de la banda, Bobby Black es desploma a l'escenari i mor.
Després que el cantant dels The Black Plague singer és assassinat a l'escenari, el shock-jock Johnny Crunch, (Gilbert Gottfried) un antic amic que va venir a l'oest amb Fairlane, contracta a Ford per localitzar a una misteriosa fanàtica adolescent de nom Zuzu Petals, la qual podria haver tenit una connexió amb la mort de Bobby Black.
Poc després de contractar a Fairlane, Crunch és electrocutat en l'aire. El detectiu més de moda del món aviat es troba intercanviant insults amb un executiu de registre sense escrúpols (Wayne Newton), un policia incompetent (Ed O'Neill), un assassí a sou despietat (Robert Englund) i innombrables ex-xicotes fora per la seva sang. Ajudant i donant suport a Fairlane en aquesta escena policíaca n'és el seu fidel assistent Jazz (Lauren Holly) i un músic hip (Morris Day) al capdavant d'un estrany cartell de sospitosos, víctimes i dones boniques trobant-se així embolicat en el cas de la seva vida.

## Repartiment
- Andrew Dice Clay... Ford Fairlane
- Wayne Newton... Julian Grendel
- Priscilla Presley... Colleen Sutton
- Lauren Holly... Jazz
- Gilbert Gottfried... Johnny Crunch
- Maddie Corman... Zuzu Petals
- David Patrick Kelly... Sam the Sleaze Bag
- Brandon Call... The Kid
- Robert Englund... Smiley
- Ed O'Neill... Tinent Amos
- Vince Neil... Bobby Black
- Morris Day... Don Cleveland
- Sheila E.... Cantant de Club
- Lala Sloatman... Sorority Girl (acreditada com Lala)
- Kari Wuhrer... Melodi

## Banda sonora
La música n'és fonamental per la trama d'una pel·lícula sobre un detectiu privat que s'especialitza en els casos derivats de la indústria de la música; en la banda sonora apareixen un grup divers d'artistes. El llançament de la banda sonora oficial va tenir les següents pistes:
1. "Cradle of Love" - Billy Idol
2. "Sea Cruise" - Dion
3. "Funky Attitude" - Sheila E.
4. "Glad to Be Alive" - Lisa Fisher, Teddy Pendergrass
5. "Can't Get Enough" - Tone Loc
6. "Rock 'N Roll Junkie" - Mötley Crüe
7. "I Ain't Got You" - Andrew Dice Clay
8. "Last Time in Paris" - Queensrÿche
9. "Unbelievable" - Yello
10. "Wind Cries Mary" - Richie Sambora